# Somálská hymna
Hymna Somálska je skladba Soomaaliyeey toosoo (česky Somálci, probuďte se). Složil ji Ali Mire Awale v červenci 1947. V roce 2001 nahradila předchozí hymnu beze slov.

## Text hymny
Soomaaliyeey toosoo

Toosoo isku tiirsada ee

Hadba kiina taag Taranee

Taageera waligiinee.

Ummadyahay mar kale toosoo

Calankiina wada tiirshoo,

Danta guud ku taagsada op

Isu wada tanaasula eey.

Somaliyaay toosoo

Toosoo isku tiirsada ee

Hadba kiina taag daranee

Taageera waligiinee.

Tawaabkoo qudhaa bixiyoo

Gobannimada taam ka dhigee,

Rabbi toobad weyddiistoo

Talo saarta Weynaha eey.

Somaliyaay touto

Toosoo isku tiirsada ee

Hadba kiina taag daranee

Taageera waligiinee.

Qabiilkaad ku tookhdaan baa

Qawmiyaddaada kaa tira oo,

Tayo li'ida qoys-qoyskaa

Idin bada tabaalaha eey.

Somaliyaay toosoo

Toosoo isku tiirsada ee

Hadba kiina taag daranee

Taageera waligiinee.

Inuu Naar ku taro mooyee

Dagaal ehel ma taabaggalee,

Shacabkaa in loo turo oo

La tabantaabsho kaa mudaneey!

Somaliyaay toosoo

Toosoo isku tiirsada ee

Hadba kiina taag daranee

Taageera waligiinee.

Curaddadaada taargo'ayaa

Tiiraanyo qaran weeyee,

Walaalkiis kan tooganayow

Adays jaray tagoogaha eey.

Somaliyaay toosoo

Toosoo isku tiirsada ee

Hadba kiina taag daranee

Taageera waligiinee.

Quruun teeda hanan weydaa

Tiqo kuma leh dunideenee,

Adduunyada ka tamin qaadtoo

Assaagiina tiigsada eey.